# Дердл-Дор
Дердл-дор (англ. Durdle Door) — естественные известняковые скальные ворота на Юрском побережье недалеко от Вест-Лулворта (англ.) в Дорсете, Англия. Является частной собственностью Уэлдов, семьи, владения которой в Дорсете составляют 12 000 акров (50 км²). Доступны для посещения. Название «Дердл» происходит от староанглийского «thirl», означающего бур или высверленное отверстие; «дор» означает дверь.